# Emām Cheshmeh
Emām Cheshmeh (persiska: اِمام چِشمِه) är en ort i Iran.   Den ligger i provinsen Alborz, i den norra delen av landet, 50 km norr om huvudstaden Teheran. Emām Cheshmeh ligger 2 253 meter över havet och antalet invånare är 185.
Terrängen runt Emām Cheshmeh är varierad. Emām Cheshmeh ligger nere i en dal. Runt Emām Cheshmeh är det mycket tätbefolkat, med 1 056 invånare per kvadratkilometer. Närmaste större samhälle är Ḩasanak Dar, 3,7 km söder om Emām Cheshmeh. Trakten runt Emām Cheshmeh består i huvudsak av gräsmarker.